# Mandoni
Mandoni, cabdill iber, era el cap de la tribu dels ausetans, que ocupaven la regió d'Ausa, l'actual comarca d'Osona, a Catalunya, amb assentament principal a la població de Vic.
Encara que el llegendari pretén fer-lo germà menor d'Indíbil, això sembla poc probable, i, en tot cas, si hi havia cap relació familiar, hauria estat mitjançant la dona d'algun d'ells, que seria germana de l'altre.
Mandoni es va rebel·lar primerament contra Roma al costat d'Indíbil i amb el suport del principal enemic de Roma en aquell moment, Cartago, liderat per Hanníbal Barca. Més endavant, els papers es van intercanviar, ja que els romans van aconseguir convèncer els ilergets que els cartaginesos els havien traït. Així, doncs, ilergets i ausetans van unir-se als romans i van contribuir a fer fora de la península Ibèrica els cartaginesos. Després, però, els romans van mostrar les seves autèntiques intencions, que no eren altres que sotmetre els pobles peninsulars. Va ser llavors quan Indíbil i Mandoni es van unir per encapçalar una coalició de pobles ibers i es van tornar a enfrontar amb els romans, liderats per Publi Corneli Escipió, l'any 206 aC. La lluita va acabar amb victòria romana. Un any després, el 205 aC, mentre Escipió abandonava Hispània per dirigir-se al continent africà, els ibers que no s'havien donat per vençuts van intentar una nova revolta en què Indíbil va morir al camp de batalla i Mandoni fou entregat als romans pels seus propis seguidors. Finalment, va ser enviat a Roma, on va morir crucificat juntament amb altres cabdills locals.